# Camplong (Hérault)
Pour les articles homonymes, voir Camplong.
Camplong [kɑ̃.plɔ̃] est une commune française située dans l'ouest du département de l'Hérault, en région Occitanie.
Exposée à un climat méditerranéen, elle est drainée par le ruisseau d'Espaze et par divers autres petits cours d'eau. Incluse dans le parc naturel régional du Haut-Languedoc, la commune possède un patrimoine naturel remarquable composé de deux zones naturelles d'intérêt écologique, faunistique et floristique.
Camplong est une commune rurale qui compte 217 habitants en 2022, après avoir connu un pic de population de 2 580 habitants en 1836.  Elle fait partie de l'aire d'attraction de Bédarieux. Ses habitants sont appelés les Camplonnais ou  Camplonnaises.

## Géographie
|                          | Avène    |                   |
| Graissessac              | Camplong | Le Bousquet-d'Orb |

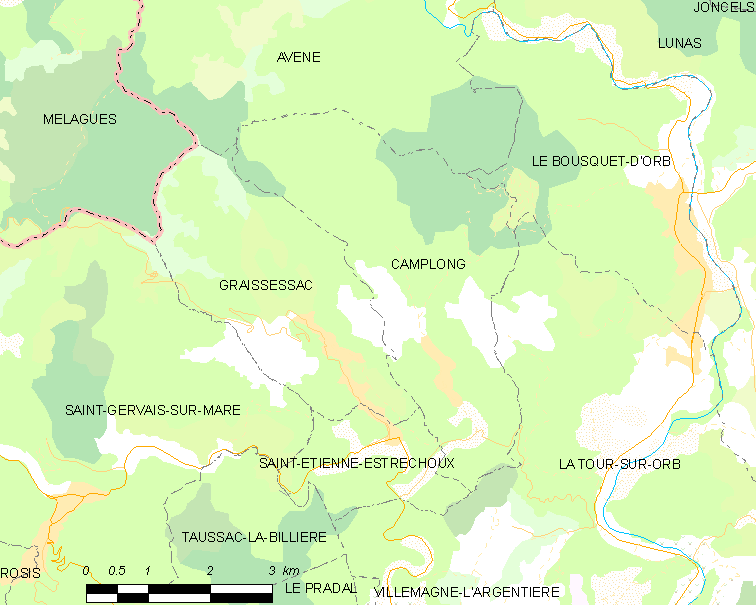
Carte

| Saint-Étienne-Estréchoux |          | La Tour-sur-Orb   |

### Climat
Pour des articles plus généraux, voir Climat de l'Occitanie et Climat de l'Hérault.
En 2010, le climat de la commune est de type climat méditerranéen altéré, selon une étude s'appuyant sur une série de données couvrant la période 1971-2000. En 2020, Météo-France publie une typologie des climats de la France métropolitaine dans laquelle la commune est exposée à un climat méditerranéen et est dans la région climatique  Provence, Languedoc-Roussillon, caractérisée par une pluviométrie faible en été, un très bon ensoleillement (2 600 h/an), un été chaud (21,5 °C), un air très sec en été, sec en toutes saisons, des vents forts (fréquence de 40 à 50 % de vents > 5 m/s) et peu de brouillards.
Pour la période 1971-2000, la température annuelle moyenne est de 12,8 °C, avec une amplitude thermique annuelle de 15,7 °C. Le cumul annuel moyen de précipitations est de 1 048 mm, avec 8,7 jours de précipitations en janvier et 3,3 jours en juillet. Pour la période 1991-2020, la température moyenne annuelle observée sur la station météorologique la plus proche, située sur la commune de Bédarieux à 7,17 km à vol d'oiseau, est de 0,0 °C et le cumul annuel moyen de précipitations est de 0,0 mm,. Pour l'avenir, les paramètres climatiques de la commune estimés pour 2050 selon différents scénarios d'émission de gaz à effet de serre sont consultables sur un site dédié publié par Météo-France en novembre 2022.

### Milieux naturels et biodiversité

#### Espaces protégés
La protection réglementaire est le mode d’intervention le plus fort pour préserver des espaces naturels remarquables et leur biodiversité associée,.
Un  espace protégé est présent sur la commune : 
le parc naturel régional du Haut-Languedoc, créé en 1973 et d'une superficie de 307 184 ha, qui s'étend sur 118 communes et deux départements. Implanté de part et d’autre de la ligne de partage des eaux entre Océan Atlantique et mer Méditerranée, ce territoire est un véritable balcon dominant les plaines viticoles du Languedoc et les étendues céréalières du Lauragais,.

#### Zones naturelles d'intérêt écologique, faunistique et floristique

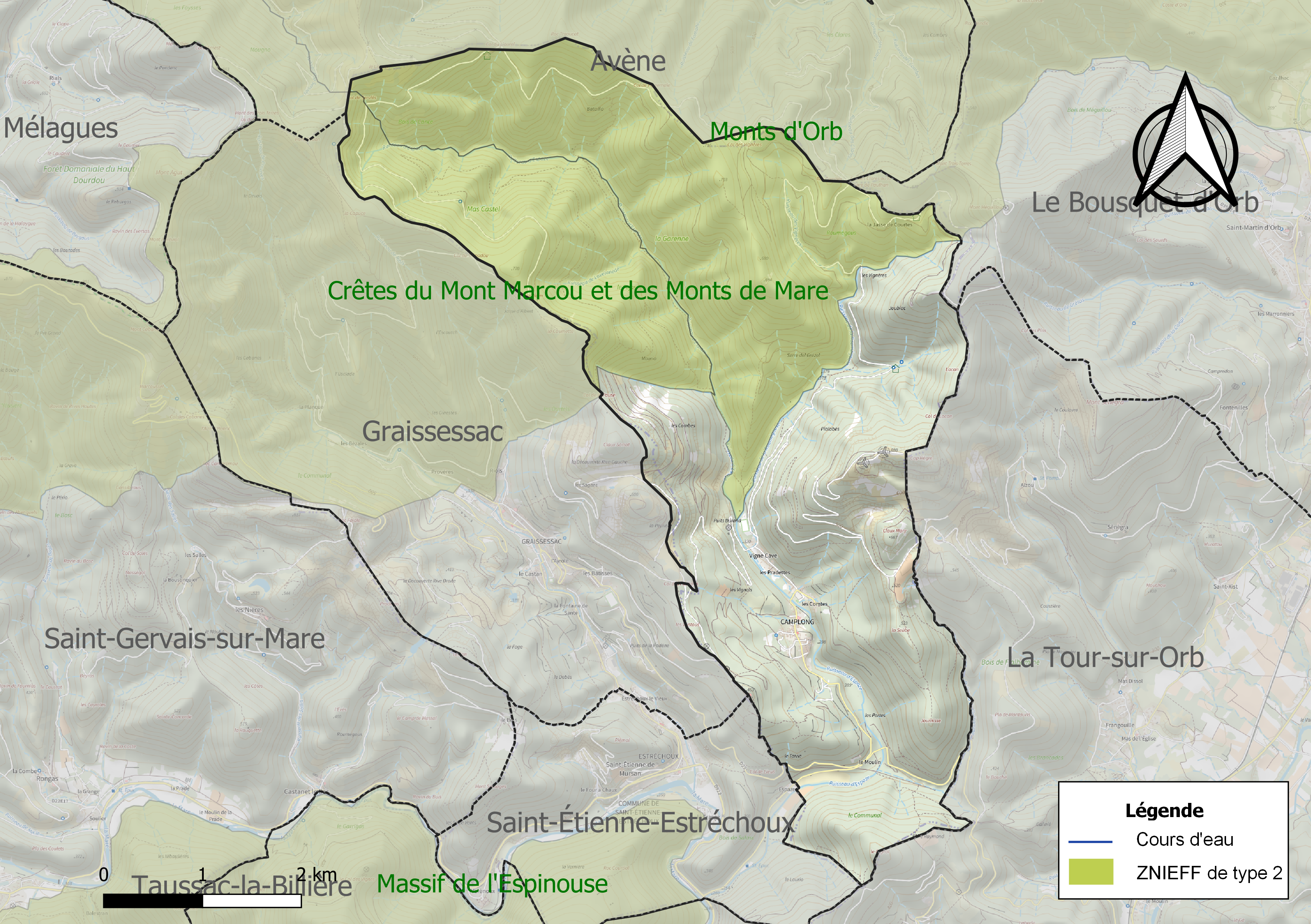
Carte des ZNIEFF de type 2 localisées sur la commune.

L’inventaire des zones naturelles d'intérêt écologique, faunistique et floristique (ZNIEFF) a pour objectif de réaliser une couverture des zones les plus intéressantes sur le plan écologique, essentiellement dans la perspective d’améliorer la connaissance du patrimoine naturel national et de fournir aux différents décideurs un outil d’aide à la prise en compte de l’environnement dans l’aménagement du territoire.
Deux ZNIEFF de type 2 sont recensées sur la commune :
- les « crêtes du Mont Marcou et des Monts de mare » (3 441 ha), couvrant 7 communes dont une dans l'Aveyron et six dans l'Hérault[13] ;
- les « Monts d'Orb » (13 437 ha), couvrant 6 communes du département[14].

## Urbanisme

### Typologie
Au 1er janvier 2024, Camplong est catégorisée commune rurale à habitat dispersé, selon la nouvelle grille communale de densité à sept niveaux définie par l'Insee en 2022.
Elle est située hors unité urbaine. Par ailleurs la commune fait partie de l'aire d'attraction de Bédarieux, dont elle est une commune de la couronne,. Cette aire, qui regroupe 26 communes, est catégorisée dans les aires de moins de 50 000 habitants,.

### Occupation des sols
L'occupation des sols de la commune, telle qu'elle ressort de la base de données européenne d’occupation biophysique des sols Corine Land Cover (CLC), est marquée par l'importance des forêts et milieux semi-naturels (95,9 % en 2018), en augmentation par rapport à 1990 (86,9 %). La répartition détaillée en 2018 est la suivante : 
forêts (85,8 %), espaces ouverts, sans ou avec peu de végétation (5,1 %), milieux à végétation arbustive et/ou herbacée (5 %), zones agricoles hétérogènes (2,1 %), zones urbanisées (2 %). L'évolution de l’occupation des sols de la commune et de ses infrastructures peut être observée sur les différentes représentations cartographiques du territoire : la carte de Cassini (XVIIIe siècle), la carte d'état-major (1820-1866) et les cartes ou photos aériennes de l'IGN pour la période actuelle (1950 à aujourd'hui).

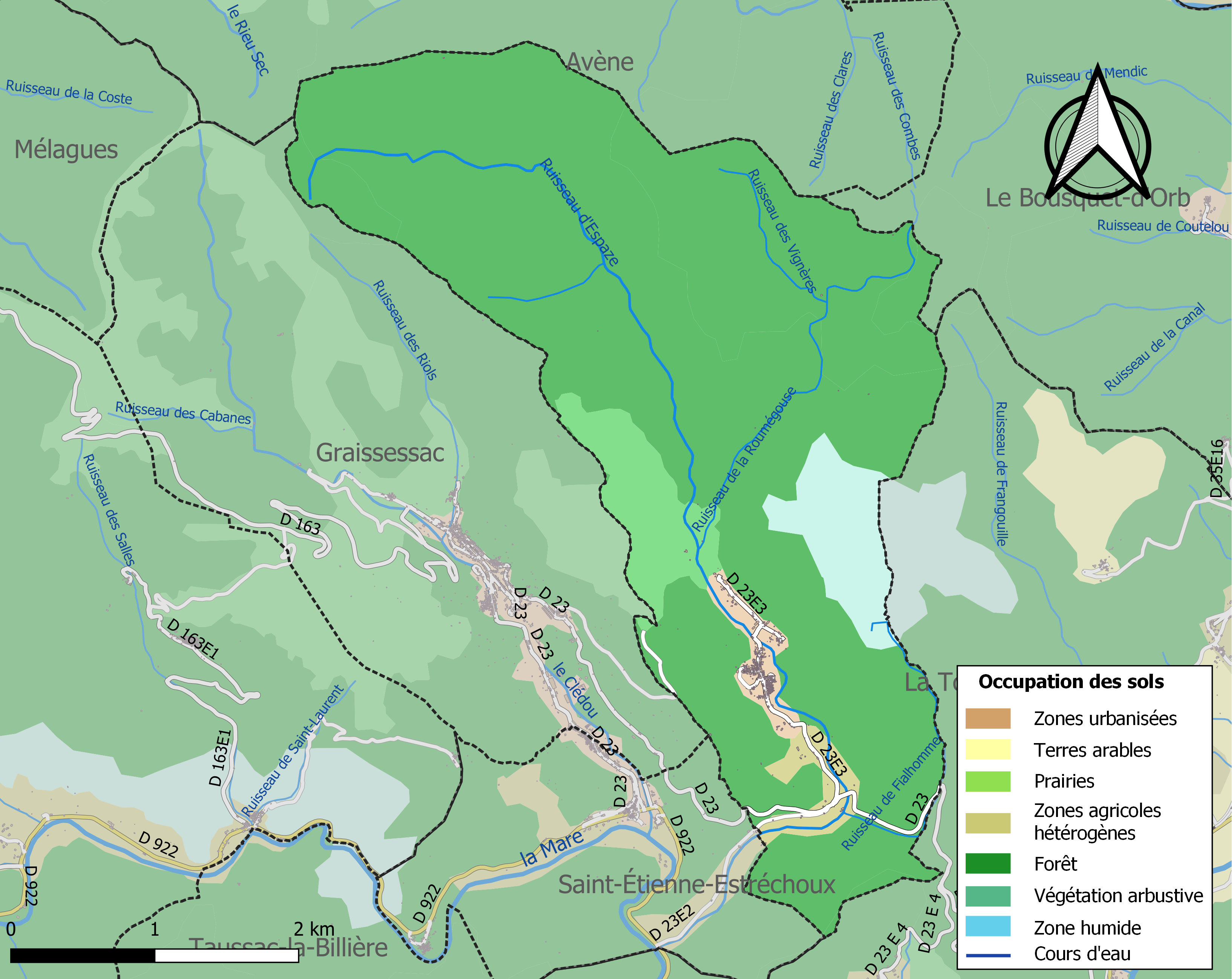
Carte des infrastructures et de l'occupation des sols de la commune en 2018 (CLC).

### Risques majeurs
Le territoire de la commune de Camplong est vulnérable à différents aléas naturels : météorologiques (tempête, orage, neige, grand froid, canicule ou sécheresse), inondations, feux de forêts, mouvements de terrains et séisme (sismicité très faible). Il est également exposé à deux risques particuliers : le risque minier et le risque de radon. Un site publié par le BRGM permet d'évaluer simplement et rapidement les risques d'un bien localisé soit par son adresse soit par le numéro de sa parcelle.

#### Risques naturels
Certaines parties du territoire communal sont susceptibles d’être affectées par le risque d’inondation par débordement de cours d'eau, notamment La commune a été reconnue en état de catastrophe naturelle au titre des dommages causés par les inondations et coulées de boue survenues en 1982, 1988, 1995, 1996 et 2014,.
Camplong est exposée au risque de feu de forêt. Un plan départemental de protection des forêts contre les incendies (PDPFCI) a été approuvé en juin 2013 et court jusqu'en 2022, où il doit être renouvelé. Les mesures individuelles de prévention contre les incendies sont précisées par deux arrêtés préfectoraux et s’appliquent dans les zones exposées aux incendies de forêt et à moins de 200 mètres de celles-ci. L’arrêté du 25 avril 2002 réglemente l'emploi du feu en interdisant notamment d’apporter du feu, de fumer et de jeter des mégots de cigarette dans les espaces sensibles et sur les voies qui les traversent sous peine de sanctions. L'arrêté du 11 mars 2013 rend le débroussaillement obligatoire, incombant au propriétaire ou ayant droit,.

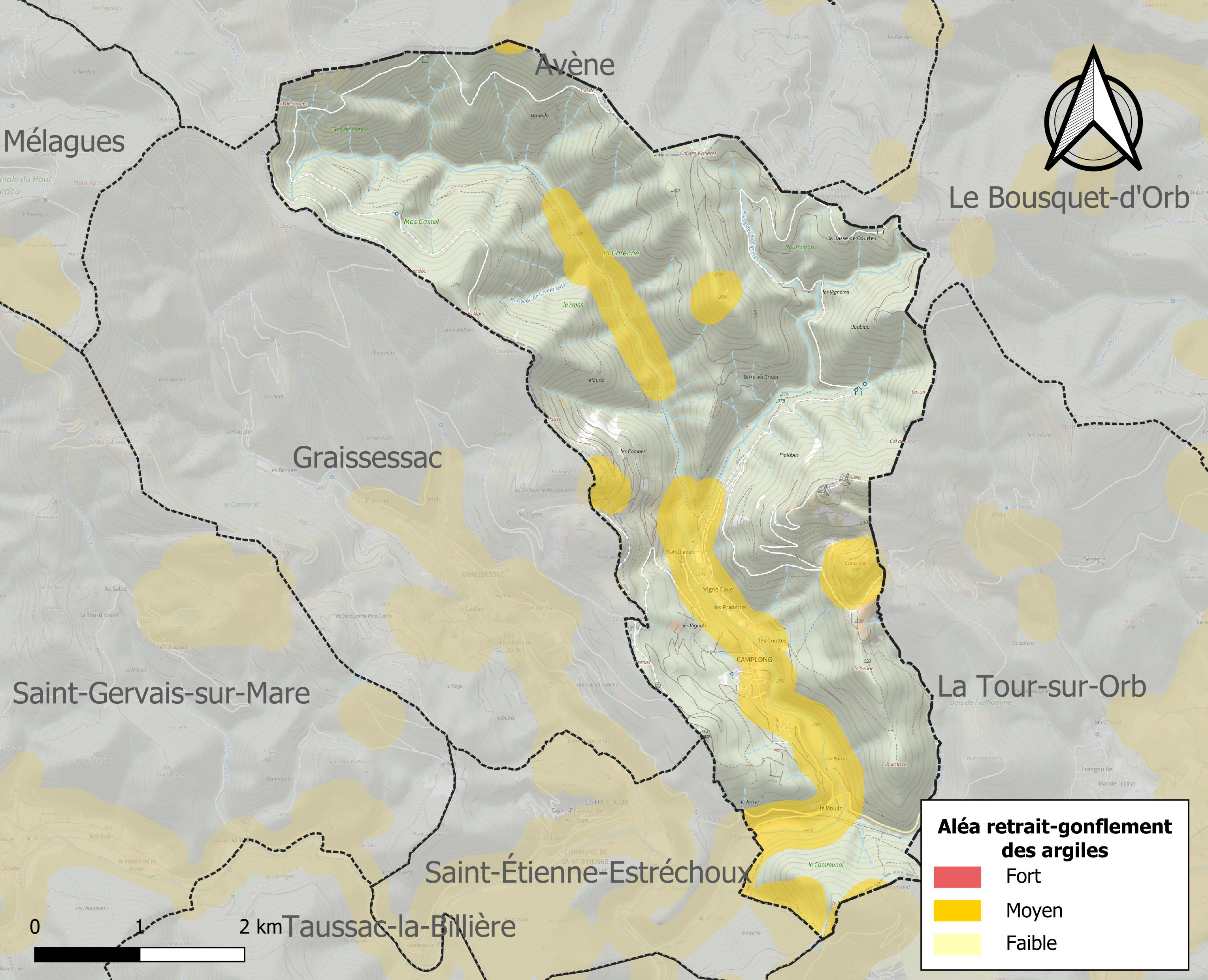
Carte des zones d'aléa retrait-gonflement des sols argileux de Camplong.

La commune est vulnérable au risque de mouvements de terrains constitué principalement du retrait-gonflement des sols argileux. Cet aléa est susceptible d'engendrer des dommages importants aux bâtiments en cas d’alternance de périodes de sécheresse et de pluie. 16,3 % de la superficie communale est en aléa moyen ou fort (59,3 % au niveau départemental et 48,5 % au niveau national). Sur les 190 bâtiments dénombrés sur la commune en 2019, 176 sont en aléa moyen ou fort, soit 93 %, à comparer aux 85 % au niveau départemental et 54 % au niveau national. Une cartographie de l'exposition du territoire national au retrait gonflement des sols argileux est disponible sur le site du BRGM,.
Par ailleurs, afin de mieux appréhender le risque d’affaissement de terrain, l'inventaire national des cavités souterraines permet de localiser celles situées sur la commune.

#### Risque particulier
L’étude Scanning de Géodéris réalisée en 2008 a établi pour le département de l’Hérault une identification rapide des zones de risques miniers liés à l’instabilité des terrains.  Elle a été complétée en 2015 par une étude approfondie sur les anciennes exploitations minières du bassin houiller de Graissessac et du district polymétallique de Villecelle. La commune est ainsi concernée par le risque minier, principalement lié à l’évolution des cavités souterraines laissées à l’abandon et sans entretien après l’exploitation des mines.
Dans plusieurs parties du territoire national, le radon, accumulé dans certains logements ou autres locaux, peut constituer une source significative d’exposition de la population aux rayonnements ionisants. Certaines communes du département sont concernées par le risque radon à un niveau plus ou moins élevé. Selon la classification de 2018, la commune de Camplong est classée en zone 3, à savoir zone à potentiel radon significatif.

## Histoire
- 1080  Campus Longus
- 1571  De Cucugnan Seigneur de Camplong.
- 1785  Présence d'une verrerie de verre noir.
- an III Camplong, qui dépendait de la communauté de Boussagues, est érigée en commune.
- 1844 : une section au Nord est passée à Saint-Martin-d'Orb (ou de Clemensan) qui avec des hameaux distraits de la commune de Lunas, est érigée en commune (B.L. 1844, XXVIII-480).
- 1859 : la section de Graissessac est érigée en commune (B.L. 1859, XIII-1041).
- 1900 : l'ancienne section de Mursan est érigée aussi en commune, sous le nom de Saint-Étienne-Estréchoux (B.L. 1900, LXI-767).

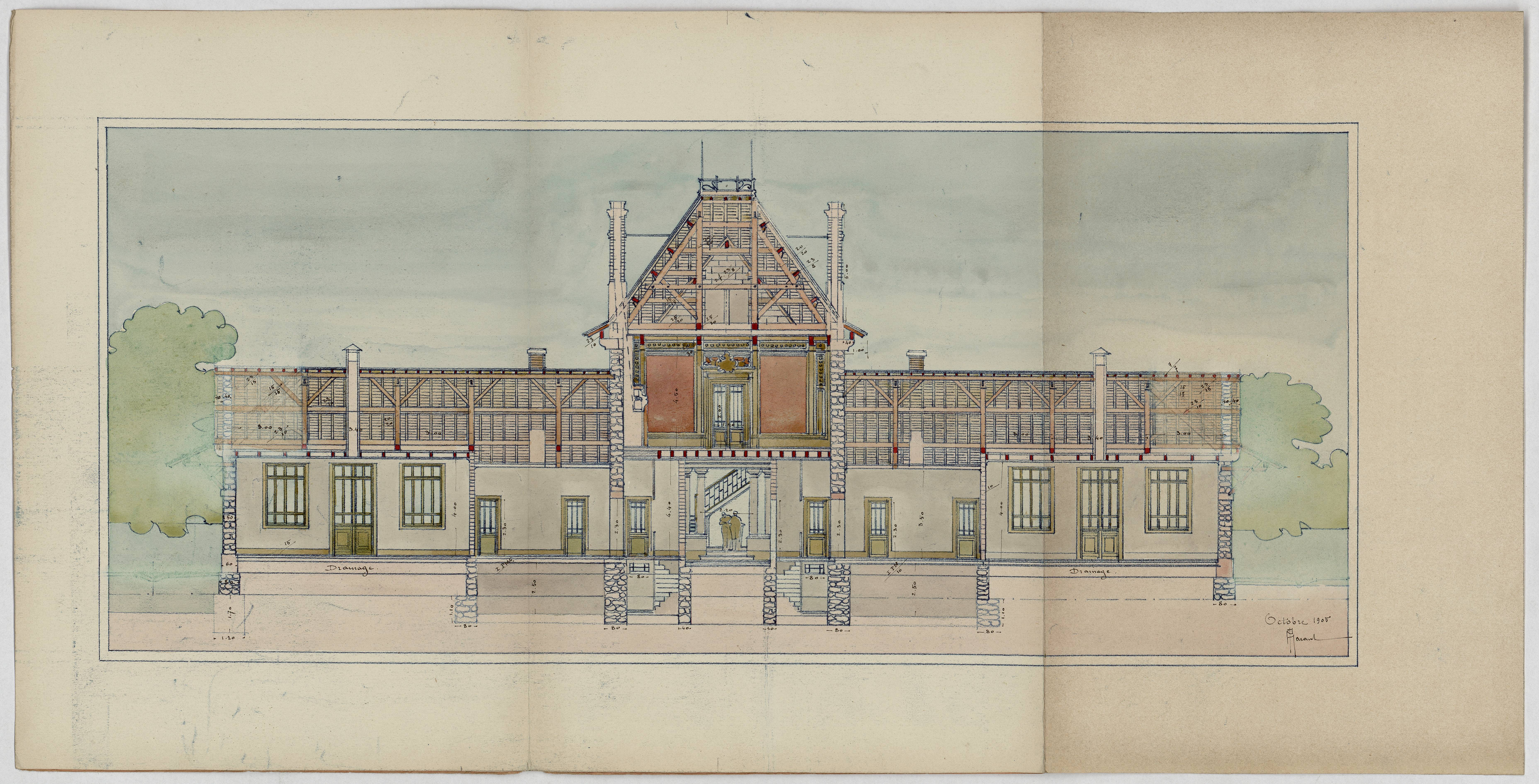
Plan de construction du groupe scolaire (1905)

## Politique et administration
| Période   | Période   | Identité                  | Étiquette | Qualité                                        |
| --------- | --------- | ------------------------- | --------- | ---------------------------------------------- |
| 1792      | 1794      | Jean Rogé                 |           |                                                |
| 1794      | 1796      | Jean Fanjaut              |           |                                                |
| 1796      | 1797      | Pierre Resseguier         |           |                                                |
| 1797      | 1798      | Jacques Granier           |           |                                                |
| 1798      | 1798      | Elie Durand               |           |                                                |
| 1798      | 1815      | Jean Fanjaut              |           |                                                |
| 1815      | 1816      | Charles Raymond Motte     |           |                                                |
| 1816      | 1819      | Simon Fanjaut             |           |                                                |
| 1819      | 1826      | Laurent Granier           |           |                                                |
| 1826      | 1830      | Jean Philippe Verdier     |           |                                                |
| 1830      | 1848      | Charles Raymond Motte     |           |                                                |
| 1848      | 1848      | Jean-Jacques Touren-Motte |           |                                                |
| 1848      | 1849      | Elisée Fanjaut            |           |                                                |
| 1849      | 1852      | Guilhaume Ciffre          |           |                                                |
| 1852      | 1853      | Omer Salmon               |           |                                                |
| 1853      | 1855      | Alexandre Barthélémy      |           |                                                |
| 1855      | 1856      | Guilhaume Ciffre          |           |                                                |
| 1856      | 1859      | Jean-Jacques Touren-Motte |           |                                                |
| 1859      | 1874      | Antoine Granier           |           |                                                |
| 1874      | 1876      | Félix Fabre               |           |                                                |
| 1876      | 1884      | Félicien Aubagnac         |           |                                                |
| 1884      | 1892      | Hubert Maury              |           |                                                |
| 1892      | 1892      | Etienne Pastre            |           |                                                |
| 1892      | 1894      | Marius Broussous          |           |                                                |
| 1894      | 1900      | Benjamin Martin           |           |                                                |
| 1900      | 1912      | Ernest Cussol             |           |                                                |
| 1912      | 1914      | Ernest Aninat             |           |                                                |
| 1914      | 1917      | Edmond Labernadie         |           | Conseiller Municipal faisant fonction de Maire |
| 1917      | 1919      | Mathieu Ollier            |           | Conseiller Municipal faisant fonction de Maire |
| 1919      | 1922      | Félix Noguier             |           |                                                |
| 1922      | 1942      | Germain Cance             |           |                                                |
| 1942      | 1945      | Théodore Barreau          |           | Président de la Délégation Spéciale            |
| 1945      | 1976      | Maurice Antoine Albinet   |           |                                                |
| 1976      | 1977      | Joseph Teullières         |           | Adjoint faisant fonction de Maire              |
| 1977      | 1989      | Renée Jalageas            |           |                                                |
| 1989      | mars 2001 | Yvon Crouzet              |           |                                                |
| mars 2001 | en cours  | Bernard Coste             | SE        | Retraité                                       |

## Démographie
L'évolution du nombre d'habitants est connue à travers les recensements de la population effectués dans la commune depuis 1793. Pour les communes de moins de 10 000 habitants, une enquête de recensement portant sur toute la population est réalisée tous les cinq ans, les populations de référence des années intermédiaires étant quant à elles estimées par interpolation ou extrapolation. Pour la commune, le premier recensement exhaustif entrant dans le cadre du nouveau dispositif a été réalisé en 2005.

En 2022, la commune comptait 217 habitants, en évolution de −7,66 % par rapport à 2016 (Hérault : +7,49 %, France hors Mayotte : +2,11 %).
| 1793  | 1800  | 1806  | 1821  | 1831  | 1836  | 1841  | 1846  | 1851  |
| ----- | ----- | ----- | ----- | ----- | ----- | ----- | ----- | ----- |
| 1 840 | 2 041 | 2 242 | 2 229 | 2 515 | 2 580 | 2 550 | 1 848 | 1 937 |

| 1856  | 1861 | 1866  | 1872  | 1876  | 1881  | 1886  | 1891  | 1896  |
| ----- | ---- | ----- | ----- | ----- | ----- | ----- | ----- | ----- |
| 1 890 | 923  | 1 232 | 1 336 | 1 584 | 1 685 | 1 719 | 1 902 | 1 562 |

| 1901 | 1906 | 1911 | 1921 | 1926 | 1931 | 1936 | 1946 | 1954 |
| ---- | ---- | ---- | ---- | ---- | ---- | ---- | ---- | ---- |
| 600  | 615  | 574  | 546  | 561  | 614  | 596  | 612  | 615  |

| 1962 | 1968 | 1975 | 1982 | 1990 | 1999 | 2005 | 2006 | 2010 |
| ---- | ---- | ---- | ---- | ---- | ---- | ---- | ---- | ---- |
| 514  | 348  | 305  | 251  | 241  | 187  | 234  | 230  | 241  |

| 2015 | 2020 | 2022 | - | - | - | - | - | - |
| ---- | ---- | ---- | - | - | - | - | - | - |
| 236  | 227  | 217  | - | - | - | - | - | - |

## Économie

### Revenus
En 2018, la commune compte 116 ménages fiscaux, regroupant 219 personnes. La médiane du revenu disponible par unité de consommation est de 17 600 € (20 330 € dans le département).

### Emploi
|                | 2008   | 2013   | 2018   |
| -------------- | ------ | ------ | ------ |
| Commune        | 12,3 % | 13,1 % | 22,6 % |
| Département    | 10,1 % | 11,9 % | 12 %   |
| France entière | 8,3 %  | 10 %   | 10 %   |

En 2018, la population âgée de 15 à 64 ans s'élève à 118 personnes, parmi lesquelles on compte 80,9 % d'actifs (58,3 % ayant un emploi et 22,6 % de chômeurs) et 19,1 % d'inactifs,. Depuis 2008, le taux de chômage communal (au sens du recensement) des 15-64 ans est supérieur à celui de la France et du département.
La commune fait partie de la couronne de l'aire d'attraction de Bédarieux, du fait qu'au moins 15 % des actifs travaillent dans le pôle,. Elle compte 18 emplois en 2018, contre 18 en 2013 et 21 en 2008. Le nombre d'actifs ayant un emploi résidant dans la commune est de 73, soit un indicateur de concentration d'emploi de 25,1 % et un taux d'activité parmi les 15 ans ou plus de 47,8 %.
Sur ces 73 actifs de 15 ans ou plus ayant un emploi, 11 travaillent dans la commune, soit 16 % des habitants. Pour se rendre au travail, 91,5 % des habitants utilisent un véhicule personnel ou de fonction à quatre roues, 5,6 % s'y rendent en deux-roues, à vélo ou à pied et 2,8 % n'ont pas besoin de transport (travail au domicile).

### Activités
11 établissements sont implantés  à Camplong au 31 décembre 2019.
Le secteur de l'industrie manufacturière, des industries extractives et autres est prépondérant sur la commune puisqu'il représente 27,3 % du nombre total d'établissements de la commune (3 sur les 11 entreprises implantées  à Camplong), contre 6,7 % au niveau départemental.
Aucune exploitation agricole ayant son siège dans la commune n'est recensée lors du recensement agricole de 2020 (14 en 1988),.

## Culture locale et patrimoine

### Lieux et monuments
- Chapelle Saint-Sauveur du puy du XIIe siècle (1322 Sancto Salvator de Podio Lodozeno) ;
- Église de la Présentation-du-Seigneur dite Saint-Sauveur de Camplong ;
- Croix du XIIe ou XIIIe siècle ;
- Croix des XVIIe et XVIIIe siècles ;
- Puits Durand faisant partie des dix puits de fond du bassin houiller de Graissessac ;
- Monument aux morts (en pierre de pays) ;
- Sentier de randonnées de l'Arborétum de l'Espaze (PDIPR) sur 11 km ;
- Le parc éolien de Cap Nègre, installé depuis 2009 sur l'ancien site minier de charbonnage de France.

### Personnalités liées à la commune
- Antonin Durand (1840-1928), architecte, né à Camplong.
- Ferdinand Fabre passa une partie de sa jeunesse chez son oncle, curé de la paroisse.
- Bousquetou (Denis Bousquet) : sculpteur, a érigé le monument aux morts après la Grande Guerre visible dans le cimetière de la commune ainsi que le caveau de famille avec sa porte en pierre représentant la grotte de Lourde.